# Forår i Rom
Forår i Rom er en dansk dokumentarfilm fra 1990 med ukendt instruktør.

## Handling
Denne artikel mangler et handlingsreferat. Hjælp os med at skrive det.